# Haunestausee bei Marbach

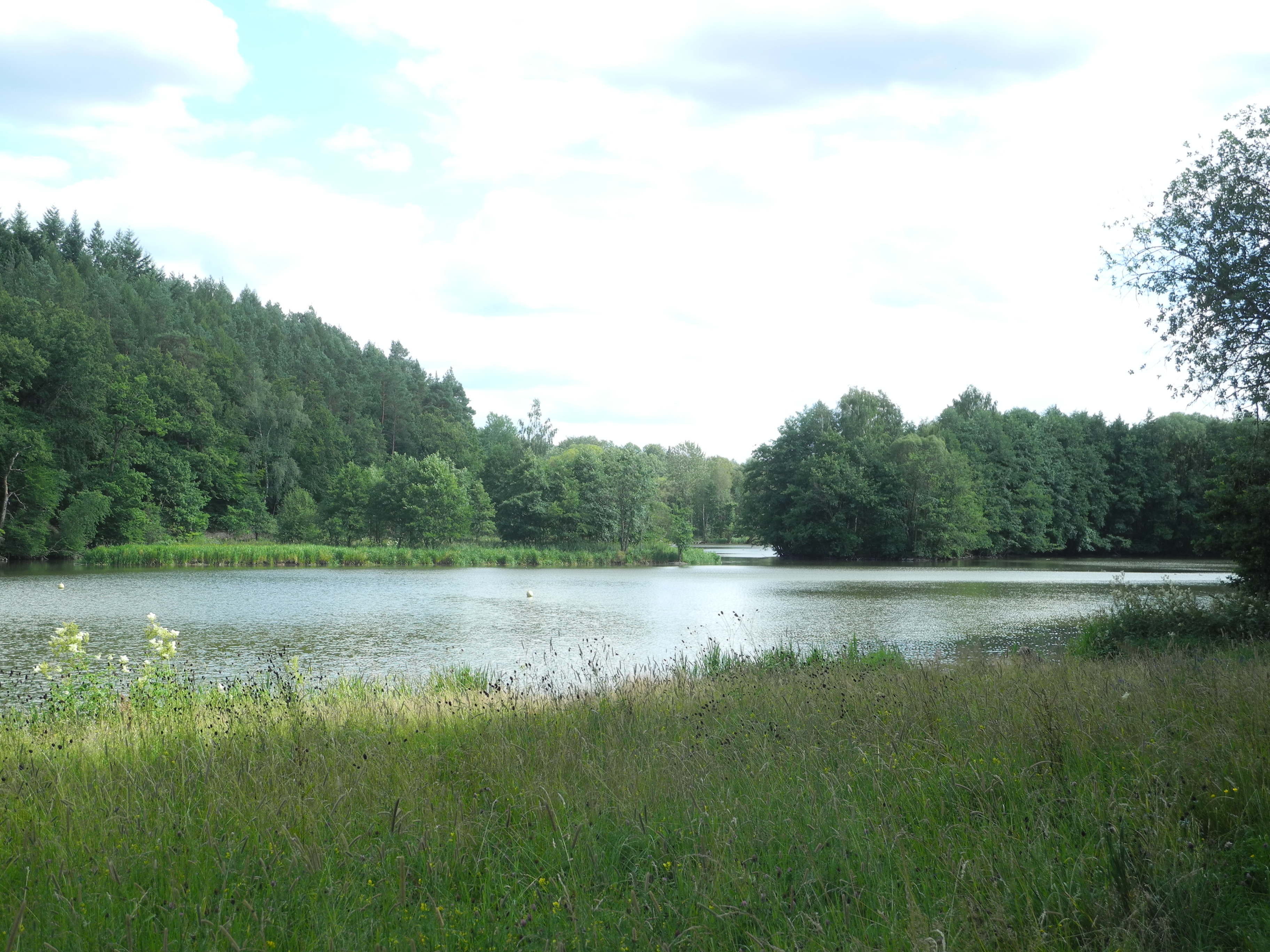
Naturschutzgebiet Haunestausee bei Marbach (Juli 2020)

Das Naturschutzgebiet Haunestausee bei Marbach liegt auf dem Gebiet der Gemeinde Petersberg im osthessischen Landkreis Fulda.
Das Gebiet erstreckt sich südöstlich von Marbach und nordwestlich von Steinhaus – beide Ortsteile von Petersberg – entlang der Haune. Westlich des Gebietes, das den südlichen Teil des Haunestausees umfasst, verlaufen die Landesstraße L 3429 und die B 27.

## Bedeutung
Das 28,8 ha große Gebiet steht seit dem Jahr 2003 unter der Kennung 1631041 unter Naturschutz.